# Ctenotus arnhemensis
Espèce
Ctenotus arnhemensis est une espèce de sauriens de la famille des Scincidae.

## Répartition
Cette espèce est endémique du Territoire du Nord en Australie.

## Étymologie
Son nom d'espèce, composé de arnhem et du suffixe latin -ensis, « qui vit dans, qui habite », lui a été donné en référence au lieu de sa découverte : la Terre d'Arnhem.

## Publication originale
- Storr, 1981 : Ten new Ctenotus (Lacertilia: Scincidae) from Australia. Records of the Western Australian Museum, vol. 9, no 2, p. 125-146 (texte intégral).